# Ибрагим-Хаджи Урадинский
Ибрагим-Хаджи Урадинский (авар. Ибрагьим-Хӏажи Г|урадаса; ок. 1701 год, Урада — ок. 1770, Урада) — духовный и религиозно-политический лидер Гидатля, организатор и руководитель дагестанцев в войне с Надир-шахом в 1741—1743 годах.

## Биография
Ибрагим-хаджи родился в селении Урада, приблизительно в 1701 году, в семье известного знатока Шариата, мусульманского права и арабской литературы, основателя и руководителя медресе Мухаммада-хаджи из Урады. Ибрагим получил хорошее образование у местных алимов, совершенствовал свои знания как в Дагестане, так и за его пределами, в странах арабо-мусульманского мира. Он был в свою эпоху одним из самых компетентных юристов (факих) Дагестана. Несмотря на это, не занимал никаких официальных постов и не имел личной печати. Ибрагим Урадинский совершил хадж в 1731, 1743,1761, 1769 годах. 3 года был ректором Дамасского университета «Аль-Азхар». В литературе исламского мира известен как Саид Аварский.
У Ибрагима-хаджи было два сына, Абдуллах и Исмаил.
По одной из версий Исмаил был дедушкой Газимагомеда Гимринского, первого имама Дагестана.
В период персидских походов на Дагестан Надир шаха, Ибрагим-хаджи сыграл важную роль в объединении горцев и организации борьбы против завоевателей. В своих обращениях Ибрагим-хаджи Урадинский сообщал о том, что он сам и население его родного края намерены выступить навстречу шаху и сражаться с ним, и призывал другие джамааты объединиться в борьбе с единым врагом.
Умер Ибрагим-Хаджи Урадинский в 1770 году во время эпидемии чумы, похоронен на сельском кладбище, там же находится и его зиярат.

## Память
- В городе Махачкала одна из улиц носит имя Ибрагим-Хаджи Урадинского[3].
- В селе Урада Шамильского района открыт Дом памяти Ибрагим-Хаджи Урадинского[4].

## Примечание
1. 1 2 3 4  Timirlan Aytberov. On the Third Dagestani Campaign of Nadir Shah Afshar (1741): The Letters of Ibrahim of Urada. — 2017-12-23. — Т. 21, вып. 4. — С. 381-388. — ISSN 1573-384X 1609-8498, 1573-384X. — doi:10.1163/1573384X-20170405.
2. ↑  [moidagestan.ru›blogs/31136/30757]
3. ↑  «Указ об увековечении памяти Ибрагим-Хаджи Урадинского» от 25 ноября 2016 года. Дата обращения: 8 ноября 2020. Архивировано 8 ноября 2020 года.
4. ↑  В Шамильском районе прошли мероприятия, посвященные жизни и деятельности видного ученого, богослова, энциклопедиста Ибрагима-хаджи Урадинского. Дата обращения: 8 ноября 2020. Архивировано 14 августа 2018 года.